# Антони (футболист)
А́нтони Мате́ус дос Са́нтос (порт. Antony Matheus dos Santos; родился 24 февраля 2000, Озаску), более известный как А́нтони (порт. Antony) — бразильский футболист, крайний нападающий английского клуба «Манчестер Юнайтед» и сборной Бразилии. Чемпион летних Олимпийских игр в Токио.

## Клубная карьера
Уроженец Озаску, Антони начал тренироваться в футбольной академии клуба «Сан-Паулу» в 2010 году. В 2018 году в составе команды «Сан-Паулу» до 17 лет выиграл летний товарищеский турнир Джей-лиги в Японии и был признан лучшим игроком турнира.
26 сентября 2018 года Антони, Элиньо и Игор Гомис были переведены в первую команду «Сан-Паулу». Тогда же Антони подписал профессиональный контракт с «Сан-Паулу» до 2023 года. 15 ноября 2018 года он дебютировал в основном составе «трёхцветных», выйдя на замену Элинью в матче Серии А чемпионата Бразилии против «Гремио». 13 февраля 2019 года дебютировал в Кубке Либертадорес, выйдя на замену в концовке ответного матча второго квалификационного этапа против аргентинского «Тальереса».
22 февраля 2020 года подписал пятилетний контракт с «Аяксом». Сумма трансфера составила 15,75 млн евро и может увеличиться с учётом бонусов.
30 августа 2022 года английский клуб «Манчестер Юнайтед» объявил о достижении соглашения по трансферу Антони. Сумма трансфера составила 95 млн евро (82 млн фунтов), но может вырасти ещё на 5 млн евро (4,3 млн фунтов) в случае достижения определённых бонусов. Антони подписал с английским клубом контракт до 2027 года с опцией продления ещё на год.
25 января 2025 года было объявлено, что «Манчестер Юнайтед» отдал Антони в аренду испанскому клубу «Реал Бетис» до конца сезона. 2 февраля дебютировал в Ла Лиге в домашнем матче против клуба «Атлетик Бильбао». 8 февраля забил дебютный мяч за клуб, отличившись на 10-й минуте гостевой встречи против «Сельты».

## Карьера в сборной
Выступал за олимпийскую сборную Бразилии. Имеет золотую медаль Олимпийских игр, полученную за победу сборной на футбольном турнире летних Олимпийских игр 2020 года.
8 октября 2021 года дебютировал за главную сборную Бразилии в гостевом матче отборочного турнира к чемпионату мира против сборной Венесуэлы, выйдя на 77-й минуте (3:1). В этом матче он забил и дебютный мяч за сборную на 95-й минуте.
7 ноября 2022 попал в заявку сборной на чемпионат мира 2022 года. Провёл 4 матча и не сделал ни одного голевого действия.
26 мая 2025 года Антони впервые был вызван в сборную с марта 2023 года тренером Карло Анчелотти на матчи отборочного турнира к чемпионату мира 2026 года против сборных Эквадора и Парагвая.

## Достижения

### Командные достижения
«Аякс»
- Чемпион Нидерландов (2): 2020/21, 2021/22
- Обладатель Кубка Нидерландов: 2020/21

«Манчестер Юнайтед»
- Обладатель Кубка Англии: 2023/24[16]
- Обладатель Кубка Английской футбольной лиги: 2022/23

Сборная Бразилии (до 23 лет)
- Чемпион Олимпийских игр: 2020

### Личные достижения
- «Игрок месяца» в Эредивизи: декабрь 2020[17]
- «Талант месяца» в Эредивизи: декабрь 2021[18]

## Статистика выступлений
Данные приведены по состоянию на 23 мая 2025 года
| Клуб              | Сезон            | Лига | Лига | Кубок страны | Кубок страны | Кубок лиги | Кубок лиги | Международные кубки | Международные кубки | Прочие | Прочие | Итого | Итого |
| Клуб              | Сезон            | Игры | Голы | Игры         | Голы         | Игры       | Голы       | Игры                | Голы                | Игры   | Голы   | Игры  | Голы  |
| ----------------- | ---------------- | ---- | ---- | ------------ | ------------ | ---------- | ---------- | ------------------- | ------------------- | ------ | ------ | ----- | ----- |
| Сан-Паулу         | 2018             | 3    | 0    | 0            | 0            | —          | —          | 0                   | 0                   | 0      | 0      | 3     | 0     |
| Сан-Паулу         | 2019             | 29   | 4    | 1            | 0            | —          | —          | 1                   | 0                   | 14     | 2      | 45    | 6     |
| Сан-Паулу         | 2020             | 0    | 0    | 0            | 0            | —          | —          | 2                   | 0                   | 2      | 0      | 4     | 0     |
| Сан-Паулу         | Итого            | 32   | 4    | 1            | 0            | 0          | 0          | 3                   | 0                   | 16     | 2      | 52    | 6     |
| Аякс              | 2020/21          | 32   | 9    | 4            | 1            | —          | —          | 10                  | 1                   | —      | —      | 46    | 11    |
| Аякс              | 2021/22          | 23   | 8    | 3            | 2            | —          | —          | 7                   | 2                   | 0      | 0      | 33    | 12    |
| Аякс              | 2022/23          | 2    | 1    | 0            | 0            | —          | —          | 0                   | 0                   | 1      | 1      | 3     | 2     |
| Аякс              | Итого            | 57   | 18   | 7            | 3            | 0          | 0          | 17                  | 3                   | 1      | 1      | 82    | 25    |
| Манчестер Юнайтед | 2022/23          | 25   | 4    | 5            | 1            | 5          | 1          | 9                   | 2                   | —      | —      | 44    | 8     |
| Манчестер Юнайтед | 2023/24          | 29   | 1    | 4            | 2            | 1          | 0          | 4                   | 0                   | —      | —      | 38    | 3     |
| Манчестер Юнайтед | 2024/25          | 8    | 0    | 0            | 0            | 2          | 1          | 4                   | 0                   | —      | —      | 14    | 1     |
| Манчестер Юнайтед | Итого            | 62   | 5    | 9            | 3            | 9          | 2          | 15                  | 2                   | 0      | 0      | 96    | 12    |
| → Реал Бетис      | 2024/25          | 17   | 5    | 0            | 0            | —          | —          | 8                   | 4                   | —      | —      | 25    | 9     |
| → Реал Бетис      | Итого            | 17   | 5    | 0            | 0            | 0          | 0          | 8                   | 4                   | 0      | 0      | 25    | 9     |
| Всего за карьеру  | Всего за карьеру | 168  | 32   | 17           | 6            | 9          | 2          | 43                  | 9                   | 17     | 3      | 255   | 52    |